# Cullman (Alabama)
Cullman es una ciudad ubicada en el condado de Cullman en el estado estadounidense de Alabama. En el censo de 2000, su población era de 13 995. 

## Demografía
En el 2000 la renta per cápita promedia del hogar era de $ 29.164$ , y el ingreso promedio para una familia era de 41.313$. El ingreso per cápita para la localidad era de 18.484$. Los hombres tenían un ingreso per cápita de 32.863$ contra 21.647$ para las mujeres.

## Geografía
Cullman está situado en 34°10′39″N 86°50′42″O / 34.17750, -86.84500 (34.177508, -86.844996)..
Según la Oficina del Censo de los EE. UU., la ciudad tiene un área total de 19.15 millas cuadradas (49.60 km ²).